# Ein Sof

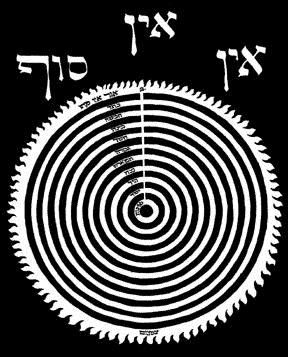
Ein Sof, emanazione delle Sefirot e gerarchie angeliche secondo la Cabala lurianica

Ein Sof, En Sof o Ayn Sof, (in ebraico אֵין סוֹף‎?), nella Cabala ebraica viene concepito come Dio prima della sua automanifestazione nella produzione di un qualsiasi reame (Seder hishtalshelus, "Ordine Evolutivo"); probabilmente derivato dal termine "l'Uno Infinito" (she-en lo tiklah), così tradotto da Avicebron. Ein Sof può tradursi come Senza fine, Interminabile, o semplicemente Infinito. Ein Sof è "definizione" o "espressione" per Dio, soprattutto connessa all'origine divina di tutta l'esistenza creata, in contrasto allo Ein (o Ayn), che è infinito nulla. Usato anche dal mistico Azriel ben Menahem di Gerona che, confrontandosi con il neoplatonismo, secondo cui Dio non può avere desideri, pensieri, parole o azioni, enfatizzava con esso la negazione di qualsiasi attributo per l'impossibilità di definire un'"esistenza" di Dio poiché, in quanto perfetto, non suscettibile a cambiamento, inoltre eterno e santo - infatti, secondo un'analisi del Creato, pare che l'esistenza debba avere un inizio per una continuazione per esprimere la propria funzione o natura - Dio, Causa Prima, non presenta fine o inizio. Dell'Ein Sof, nulla (Ein) può esser compreso (Sof). È l'origine dell‘Ohr Ein Sof, la "Luce Infinita" (o "luce dell'Infinito Dio") della paradossale divina autoconoscenza, annullata dentro l'Ein Sof prima della Creazione. Nella Cabala lurianica il primo atto della Creazione, l'"autocontrazione" (Tzimtzum) di Dio per creare uno "spazio vuoto", avviene da lì. Nel chassidismo lo Tzimtzum è soltanto un occultamento illusorio ("acosmistico") dello Ohr Ein Sof, che dà origine al panteismo monistico. Conseguentemente, il chassidismo si concentra sull'essenza divina, Atzmut (ebraico: עצמות - da Etzem עצם, che significa "essenza"), radicata più in alto di Ein Sof nell'ambito del Divino Essere: Ein Sof infatti "si limita" all'infinità e "si riflette" nell'essenza (Etzem) della Torah e dell'anima.
Questa concezione di Ein Sof richiama quella del Nome Divino che sarebbe stata rivelata a Mosè in Esodo 3.14:
(Esodo 3:14)

## Spiegazione
Lo Zohar spiega il termine Ein Sof come segue:
(Zohar, parte II, sez. "Bo", 42b)
In altre parole, Ein Sof sta a significare l'essere innominabile. In un altro passo dello Zohar, si riduce il termine a Ein (non-esistente), perché Dio trascende talmente la comprensione umana da essere "praticamente" inesistente.
Oltre allo Sefer Yetzirah e allo Zohar, altre note spiegazioni sono state formulate da pensatori mistici ebrei medievali, specialmente sulla relazione tra Ein Sof e altre realtà e livelli di realtà. Tra questi si annoverano Isacco il Cieco e Azriel. Judah Ḥayyaṭ, nel suo commentario Minḥat Yehudah sul Ma'areket Elahut, fornisce la seguente spiegazione del termine "Ein Sof":

## Riscontri testuali
Il termine Ein Sof si trova nella letteratura cabalistica dopo il 1200. Tuttavia non fu apparentemente coniato come termine tecnico, in quanto questo non era lo stile in cui, nel periodo medievale, erano coniati i termini negativi. Molto probabilmente la sua origine è da ricercarsi in quelle frasi che sottolineano la "sublimità di Dio", che è infinita (ad le-ein sof), o che sottolineano le caratteristiche del Pensiero (Divino), la cui comprensione "non ha fine" (ad le-ein sof). L'uso di questo epiteto nella prima letteratura cabalistica dimostra senza dubbio che il termine è nato da questo tipo di espressione. Apparentemente la sua origine risale al circolo di Isacco il Cieco e dei suoi discepoli. Dal punto di vista di alcuni cabalisti, il nome "Ein Sof" era ugualmente applicabile al primo prodotto dell'emanazione, la Sephirah Keter, a causa della sua natura completamente nascosta, e questo doppio uso della parola ha dato luogo nella letteratura cabbalistica a notevole confusione. Non c'è dubbio che fin dall'inizio l'intenzione era quella di utilizzare il nome per distinguere l'Assoluto dalle Sephirot che emanavano da Lui. La scelta di questo nome particolare può essere spiegata dall'enfasi posta sull'infinità di Dio nei libri del Saadya Gaon, che ebbero una grande influenza sul cerchio dei cabalisti provenzali. Il termine indica anche che il linguaggio antropomorfico con cui i cabalisti parlavano del Dio vivente della fede e della rivelazione, non rappresenta la totalità del loro approccio teosofico-teologico. In un primo momento non c'era nessun articolo determinativo utilizzato in combinazione con Ein Sof, e veniva trattato come un nome proprio, ma dopo il 1300 ci furono cabalisti che parlarono dell'Ein Sof. Inizialmente il termine fu usato solo raramente (anche nella parte principale dello Zohar la sua presenza è molto rara), ma dal 1300 circa il suo uso divenne abituale e più tardi la Cabala viene a citare anche diversi "tipi di Ein Sof", ad esempio: l'avvolgente Ein Sof, l'avviluppante Ein Sof, l'Ein Sof superiore.
Un'altra possibile fonte della teoria cabalistica di Ein Sof è il termine "aperantos", che appare in una fonte gnostica della tarda antichità, in un libro in cui si trovano interpretazioni di versetti e temi biblici. Secondo alcuni cabalisti, più eminentemente Rabbi David ben Judah he-Ḥasid, all'interno di Ein Sof ci sono dieci Sephirot superne chiamate Ẓaḥẓaḥot, che sono descritte ricorrendo a molti termini antropomorfici classici. Questa visione del Ein Sof si riscontrava nella Cabala safedica.

## Le Dieci Sephirot

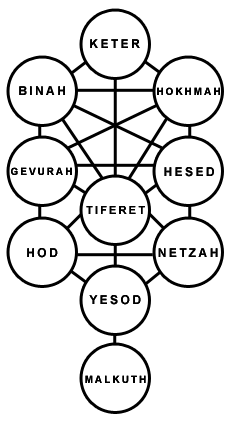
L'albero cabalistico delle dieci Sephiroth

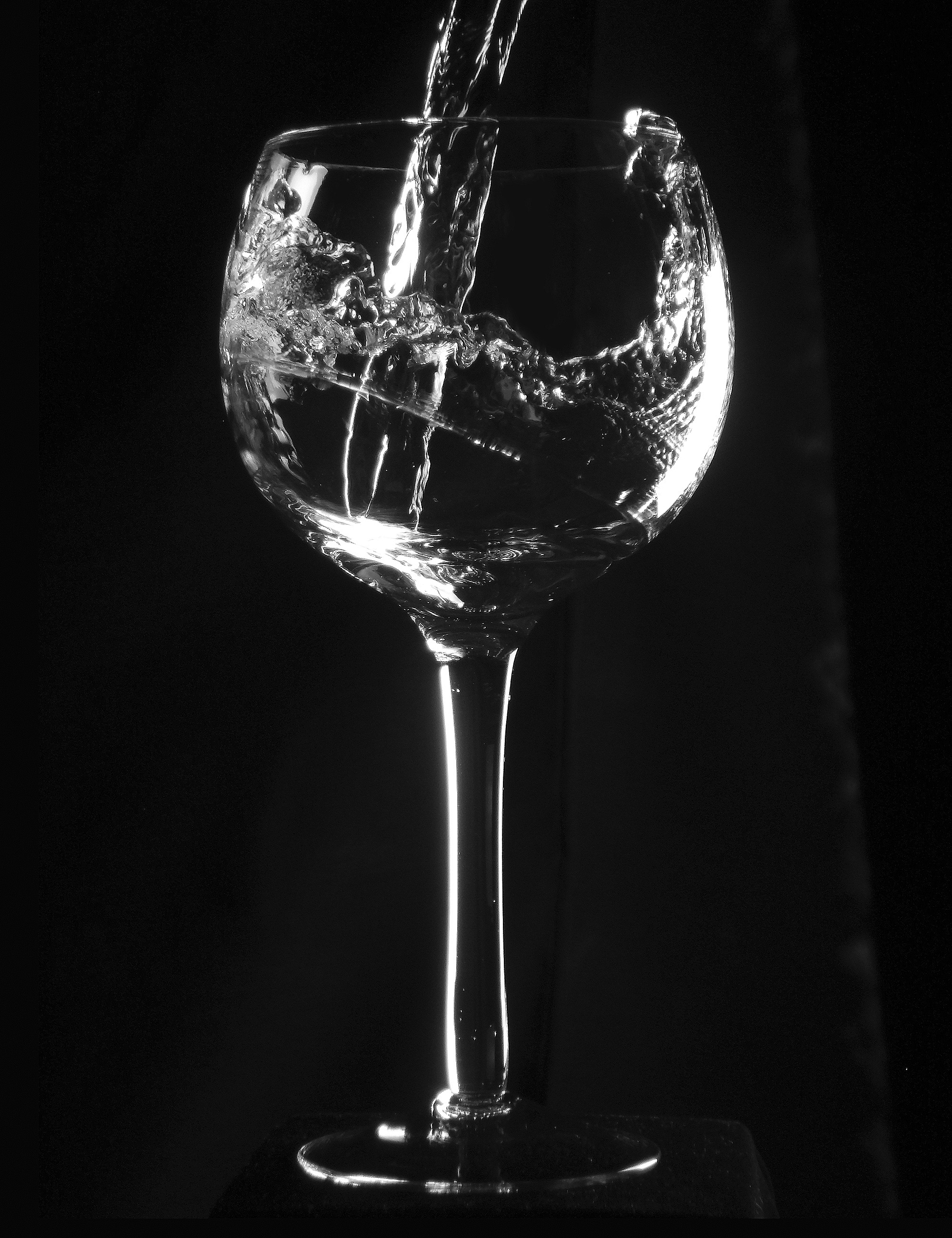
Le Sephirot sono costituite da 10 luci investite in vasi, nella maniera in cui l'acqua viene versata in un bicchiere: sebbene prenda la forma del suo contenitore, l'acqua rimane essenzialmente immutata

Secondo Gershom Scholem, Ein Sof è l'emanatore delle dieci Sephirot, ovvero emanazioni di energia che si trovano nell'Albero della Vita cabalistico. Ein Sof, l'Antico di tutti gli Antichi (Atik Yomin), emana le Sephirot nel grembo cosmico dell'Ayin in un modo che causa l'universo creato. Le tre lettere che compongono la parola "Ayin" (אי״ן) indicano le prime tre Sephirot puramente spirituali, che precedono emozioni o azioni. L'ordine di devoluzione può essere descritto nella seguente maniera:
000. Ayin (Nulla; אין)
00. Ein Sof (Illimitatezza; אין סוף)
0. Ohr Ein Sof (Luce Infinita; אור אין סוף)
-.Tzimtzum (Contrazione; צמצום)
1. Keter (Corona; כתר)
2. Chokhmah (Saggezza; חכמה)
3. Binah (Comprensione; בינה)
4. Chessed o Gedulah (Grazia o Misericordia; חסד)
5. Ghevurah o Din (Potenza o Giustizia; גבורה)
6. Tiferet (Bellezza o Compassione; תפארת)
7. Netzach (Trionfo o Resistenza; נצח)
8. Hod (Maestà o Splendore; הוד)
9. Yessod (Fondamento; יסוד)
10. Malkhuth (Reame; מלכות)

Le dieci Sephirot erano precedute da una fase di occultamento chiamato tzimtzum, che "concede spazio" alle creazionei di percepirsi come esistenze separate dal loro creatore. Le Sephirot producono riflessi in serie di triadi contrapposte tra gli stati più esaltati dell'essere (o "non-essere", quando l'"alterità" ancora non esiste) e livelli più bassi e mondani di esistenza:
- Ayin, Ein Sof, Ohr Ein Sof
- Keter, Chokhmah, Binah
- Chessed, Gevurah, Tiferet
- Netzach, Hod, Yessod

Preoccupati per le critiche filosofiche sui fraintendimenti che potrebbero generarsi per teorie, non sempre chiare sulle dualità o molteplicità in Dio, Uno ed Unico, i cabalisti non stancano mai di sottolineare che le Sephirot sono legate all''Ein Sof e senza l'Ein Sof non hanno esistenza o non vanno intesi come "fisici" o "materiali" (vedi sopra). Tuttavia, nella Cabala medievale, se le sephirot sono soltanto mezzi per manifestare Dio, allora perché sono a volte descritte come divine di per sé stesse? Moses Cordovero, che ha dato la prima sistematizzazione completa della Cabala nel XVI secolo, adotta una posizione di compromesso: le Sephirot sono costituite da 10 luci investite in vasi. I vasi sono veicoli differenziati della creazione, mentre la luce è luce indifferenziata dell'Ein Sof, nella maniera in cui l'acqua viene versata in diverse forme di vasi, o flussi di luce attraversano diversi colori di vetro. Nonostante il cambiamento d'aspetto, l'acqua e la luce emanano da una sola fonte e sono essenzialmente immutate; i vasi servono semplicemente a filtrare e velare la luce per rivelare differenti aspetti del creatore, e permettere alle creazioni di beneficiare della sua luce. Questa spiegazione venne accettata e allargata in opere cabalistiche e chassidiche successive.

## Essenza Atzmut
L'ebraismo chassidico del XVIII secolo interiorizzò le emanazioni esoteriche trascendenti della Cabala nelle percezioni e corrispondenze psicologiche immanenti. Il termine usato nella filosofia chassidica per Fonte Divina è Atzmut ("Essenza"). Mentre l'Ein Sof della Cabala può solo essere infinito, Atzmut, radicato più in alto nel Divino, va oltre la dualità del finito/infinito. Come Etzem, trascende tutti i livelli e permea tutti i livelli. Ciò si riflette nel monismo paradossale "acosmistico" del panteismo chassidico, e si collega all'essenza della Torah e dell'anima. Nel pensiero chassidico, la Cabala corrisponde al Mondo di Atziluth, alla sephirah di Chokhmah e al livello spirituale di Chayah; la filosofia chassidica corrisponde ai Quattro Mondi di Adam Kadmon, alla sephirah di Keter e all'essenza dell'anima di Yechidah. Il Baal Shem Tov insegnò che il solo riflesso di Atzmut è la sincerità dell'anima nello svolgimento delle osservanze ebraiche e della preghiera. Di conseguenza, il chassidismo ha dato nuova rilevanza alla gente comune e alla preghiera e azione, al di sopra del tradizionale e preminente Studio della Torah, poiché Atzmut si riflette soprattutto nei livelli più bassi, essendo il proposito della Creazione di fare un "Luogo di Dimora" per Dio nei Reami più bassi. Come reazione, Chaim Ickovits di Volozhin, il principale teorico teologico dei Mitnagdim, si oppose al panteismo chassidico e riaffermò lo studio talmudico.

## Interpretazione

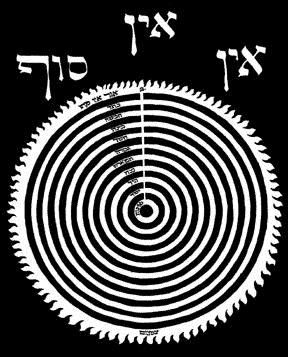
Emanazioni delle Sefirot da Ein Sof

Ein Sof non ha forma statica e/o definibile. Al contrario, i cabalisti "concepiscono" Dio, il mondo e l'umanità in congiunta evoluzione attraverso, e quindi incarnando, una serie di fasi e aspetti distinti, con successive fasi opposte, ma allo stesso tempo che comprendono quelle precedenti: è sia perfettamente semplice che infinitamente complesso, tutto e niente, nascosto e rivelato, realtà e illusione, creatore dell'uomo e vicino all'uomo. Come Ein Sof si evolva viene rivelato progressivamente quale "nulla" (=Ein/Ayin), la totalità dell'essere, la volontà infinita (Ratzon), Pensiero e Sapienza, l'"incarnazione" di tutti i valori e significati (le Sefirot), per l'unità di maschio e femmina (cfr. Adon Olam e Nomi di Dio nella Bibbia). Ein-Sof è sia la totalità di questa dialettica che ciascuno dei punti lungo il percorso. Ein-Sof deve essere costantemente cercato, poiché per sua stessa natura l'individuo è in un costante processo di "elevazione" (vedi sopra, quasicché Dio "conosca sé stesso") e "ri-definizione". La creazione è in realtà incarnata e perfezionata nella creatività del genere umano che, attraverso attività pratiche, etiche, intellettuali e spirituali, si sforza di riscattare e perfezionare modalità caotiche, "contraddittorie" e imperfette.
I cabalisti usano una varietà di termini epistemologici negativi per far riferimento al Dio nascosto: "l'occultamento del segreto", "la luce nascosta", "ciò che il pensiero non può contenere", ecc. ciascuno dei quali col significato che questo Dio è in qualche modo al di là della conoscenza e della comprensione umane. Tuttavia, ci sono altri termini – per esempio, "Radice di tutte le radici", "Unità Indifferente", "Grande Realtà", "Creatore", "Causa delle cause" e "Primo Motore" (insieme al termine Ein Sof, "senza fine") – che significano che Dio è l'origine del mondo, la realtà del mondo, o la totalità di tutte le cose. Eppure, nonostante le connotazioni positive, anche quei cabalisti che hanno utilizzato tali termini dichiarano di riferirsi a un Dio che è completamente inconoscibile e occultato. Di questo Dio, l'opera proto-cabalistica Sefer Yetzirah in precedenza aveva detto "trattiene la bocca dal parlare e il tuo cuore dal pensare, e se il tuo cuore corre via lasciarlo tornare al suo posto".
Ein Sof offre una risposta razionale/spirituale alle domande "Perché esistono le cose?" e "Qual è il significato della vita umana?" – Ein Sof genera un mondo affinché Egli, come fonte di ogni significato e valore, possa venire a conoscere Se Stesso, e affinché i Suoi valori, che in Lui esistono solo nell'astratto, possano diventare pienamente attualizzati nell'umanità. Ein Sof è al tempo stesso la pienezza dell'essere e il nulla assoluto, ma "non è completo" nella sua essenza (Etzem) fino a che Egli non si realizzi attraverso l'attività spiritualizzatrice e redentrice del genere umano. Ein Sof si riflette nel cuore e nell'anima dell'uomo ma, cosa più importante, Egli si attualizza nelle opere dell'uomo.

### Esegesi nella letteratura

#### Il Vuoto
La Cabala insegna che prima di ogni manifestazione ci fu il "vuoto", con lo Tzimtzum. Una similitudine per questa verità principale la si trova ascoltando il proprio respiro: prima dell'inalazione, c'è il "vuoto" nei polmoni; dopo l'espirazione, c'è nuovamente il "vuoto" nei polmoni. I cabalisti citano l'esempio del Nome di Dio: Ehyeh Asher Ehyeh – il "suono" del "soffio" è infatti correlato alla Creazione; Ein Sof e la qualità del Keter, la Corona e la prima Sephira furono e sono già prima che il vuoto, da cui poi sorsero tutte le cose, si colmasse di luce. Esiste ancora il principio secondo cui Dio è Creatore a cui tutte le cose ritornano: Ein Sof è l'inizio e la fine di tutto ed è generalmente posto alla testa dell'Albero, una sephira irrelata da cui tutte le manifestazioni fluiscono.
Questo quindi il "terreno primordiale" dell'essere, o "esistenza", in cui sono affondate le radici dell'Albero della Vita, radici nel/dal vuoto; poiché tutto ciò che è deve passare attraverso il ciclo delle dieci Sephirot, Ein Sof è ciò che viene prima di tutto, ed è generalmente "posto" elevato ma è anche presente nel Mondo ed anche per l'uomo.

#### La Via Mistica
I cabalisti introdussero una distinzione tra gli aspetti occulti di Dio e quelli rivelati. L'aspetto occulto, infinito di Dio è chiamato Ein Sof ("Senza Fine"). Questo nome è venuto ad essere inteso come il nome proprio dell'aspetto nascosto di Dio: Infinito. Indica soltanto che Dio esiste, senza implicare nulla del Suo "carattere".
Secondo alcuni cabalisti moderni, Dio dovrebbe essere indicato come Esso (neutro) piuttosto che Egli (maschile), sebbene nella lingua ebraica non ci sia un genere neutro. A causa della grande sublimità e trascendenza di Dio, assolutamente nessun nome Gli può essere applicato per concepirne l'Essenza divina. Il termine Ein Sof denota che Dio è diverso da qualsiasi cosa che si possa conoscere. Secondo i mistici ebrei, l'espressione ermeneutica Ein Sof non è nome di Dio a cui riferirsi in momenti di preghiera: Ein Sof è assolutamente impersonale e oltre ogni caratterizzazione. Tutto ciò che si può dire di Dio è che Egli è al di sopra di tutto ed è chiamato Ein Sof.

#### Misticismo ebraico
Lo Zohar distingue espressamente tra due mondi, che entrambi rappresentano Dio. In primo luogo un mondo primario, il più profondamente nascosto di tutti, che rimane insensibile e incomprensibile a tutti eccetto Dio, il mondo di Ein Sof; in secondo luogo un altro, che si unisce al primo, che permette di conoscere Dio, e di cui la Bibbia dice: "Aprite le porte, che io possa entrare", il mondo degli attributi. I due in realtà ne formano uno, nello stesso modo - per usare la similitudine dello Zohar - del carbone e della fiamma, vale a dire: il carbone esiste anche senza fiamma, ma il suo potere latente si manifesta solo nella sua luce. Gli attributi mistici di Dio sono tali mondi di luce in cui la natura "oscura" di Ein Sof si manifesta.
Per il cabalista, il fatto fondamentale della creazione avviene in Dio. La creazione del mondo, vale a dire, la creazione di qualcosa dal nulla, è di per sé solo l'aspetto esterno di qualcosa che avviene in Dio Stesso. Questa è anche una crisi dell'Ein Sof occulto, che passa dal riposo alla creazione, ed è questa crisi, la creazione e l'Auto-Rivelazione insieme, che costituisce il grande mistero della teosofia e il punto cruciale per la comprensione dello scopo della speculazione teosofica. Tale crisi può essere descritta come l'irruzione della volontà primordiale, ma il cabalismo teosofico utilizza spesso la metafora più audace del "Nulla". L'inizio primario o attuazione in cui viene esternalizzato il Dio introspettivo e la luce che brilla internamente è resa visibile, questa rivoluzione di prospettiva trasforma Ein Sof, la pienezza inesprimibile, in nulla.

#### Solo Uno

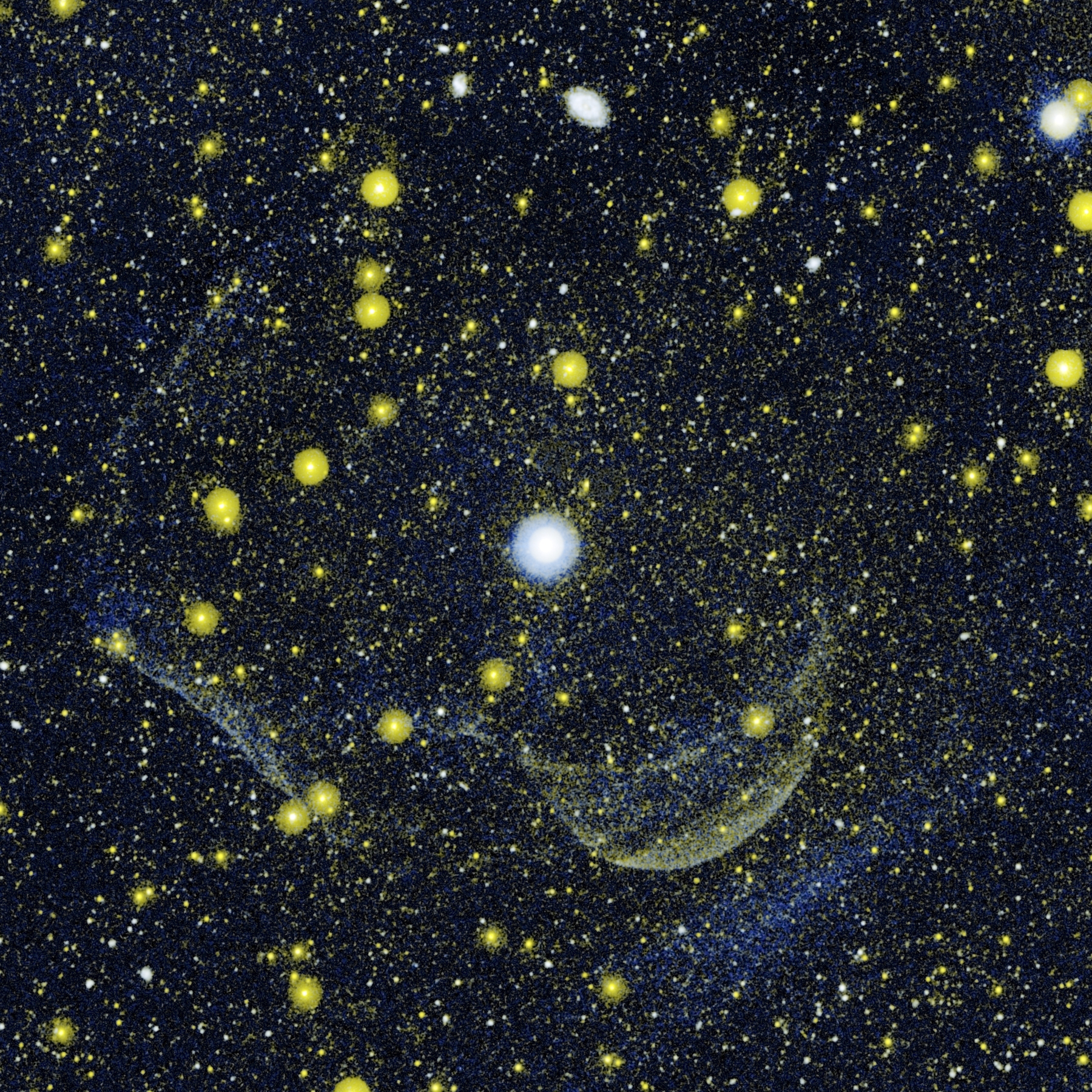
Esplosione nell'universo

Ein Sof include tutto ciò che sempre è stato, è e sarà. Tutto ciò si unisce in uno stato che ancora non distingue il "potenziale" dal "reale", il realizzabile dal concreto. Rappresenta una pienezza di energia al di là di ogni descrizione. Da questa energia viene fuori tutto ciò che è, un'"esplosione" trasmutante che in ogni istante svolge il viaggio completo dall'Essere agli esseri, dal mistero infinito di Yahweh alle infinite realtà dell'esistenza.
Perché avviene l'"esplosione"? Perché sono emerse o emergono le "esistenze" dal "nulla"? Per rispondere a tale domanda sarebbe come dire di più su Ein Sof di quanto non si possa. "Volontà" e "desiderio" sono concetti troppo umani per poterli proiettare sul "volto" di un mistero "senza volto", recondito. Forse 'anticipazione' è un termine leggermente più neutro. La prima agitazione all'interno di Colui che conduce verso l'esistenza dei molti è il senso del tempo, un'estrazione del futuro dall'interiore dell'eternità dell'Essere... nel momento del potenziale esamina-nte se stesso e realizza la sua propria potenza, emerge il pensiero di un futuro in cui tale potenziale possa essere attuato. Nasce così un senso lineare del tempo, un prima-e-dopo sequenziale che si esterna dall'eterno cerchio chiuso dall'/dell'Ein Sof.

## Cabala ed Ein Sof

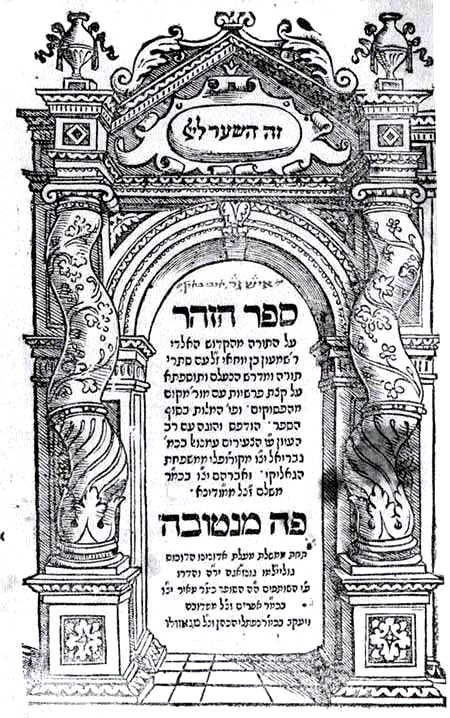
Frontespizio dello Zohar, Mantova, 1558

Tutti i sistemi cabalistici hanno la loro origine in una distinzione fondamentale sul problema del Divino. In astratto, è possibile il principio di Dio come Dio Stesso riferendosi solo alla Sua natura (la Shekhinah) oppure come Dio nella Sua relazione con la creazione (cfr. Cinque Mondi e Sefirot). Tuttavia, tutti i cabalisti concordano sul fatto che nessuna conoscenza religiosa di Dio, anche del tipo più elevato, può essere acquisita se non attraverso la contemplazione del rapporto di Dio con la Sua creazione: Dio in Se Stesso, l'Essenza assoluta, si trova al di là di ogni comprensione speculativa o addirittura estatica: l'immensa ed elevatissima Sua Grandezza non risulta confrontabile con niente. Per esprimere questo aspetto inconoscibile del Divino, i primi cabalisti della Provenza e della Spagna coniarono il termine Ein Sof. Questa espressione non può essere ricondotta ad una traduzione di un termine filosofico latino o arabo. Piuttosto si tratta di una ipostatizzazione che, in contesti che trattano dell'infinità di Dio o del Suo pensiero che 'si estende senza fine' (le-ein sof o ad le-Ein Sof), usa il rapporto avverbiale come se fosse un sostantivo e lo utilizza come un termine tecnico. Ein Sof appare per la prima volta negli scritti di Isacco il Cieco e dei suoi discepoli, in particolare nelle opere di Azriel di Gerona e più tardi nello Zohar, il Ma'arechet ha-Elohut, e gli scritti di quel periodo.
Sebbene i cabalisti fossero già a conoscenza dell'origine del termine, non lo usarono con l'articolo determinativo, ma lo trattarono come un nome proprio; fu solo dal 1300 in poi che si cominciò a parlare anche di ha-Ein-Sof [l'Ein Sof], e in genere lo si identificò con altri epiteti comuni al Divino. Questo utilizzo successivo, che si diffuse in tutta la letteratura, indica un concetto distinto personale e teistico in contrasto con i tentennamenti tra un'idea di questo tipo e un concetto neutro impersonale di Ein Sof, riscontrato in alcune delle fonti precedenti. In un primo momento non era chiaro se il termine Ein Sof si riferisse a «Colui che non ha fine» o a «Ciò che non ha fine». Quest'ultimo aspetto neutrale viene sottolineato affermando che Ein Sof non deve essere soggetto a nessuno degli attributi o epiteti personali di Dio che si trovano nelle Sacre Scritture, né si devono aggiungere quelle eulogie come Baruch Hu o Yitbarach [rispettivamente "benedetto Egli sia" e "che Egli sia benedetto"] (che si riportano solo nella letteratura successiva). In realtà però, fin dall'inizio ci furono diverse attitudini rispetto alla natura di Ein Sof. Azriel di Gerona, ad esempio, propendeva verso una interpretazione impersonale del termine, mentre Asher ben David lo impiegava in modo decisamente personale e teistico.
Ein Sof è la perfezione assoluta, in cui non ci sono distinzioni né differenziazioni, e secondo alcuni addirittura non c'è volizione. Non si rivela in un modo che renda possibile la conoscenza della Sua natura, e non è accessibile neanche al pensiero più interiore (hirhur ha-lev) del contemplativo. Solo attraverso la finitezza di ogni cosa esistente, attraverso l'effettiva esistenza della creazione stessa, è possibile dedurre l'esistenza di Ein Sof, come prima causa infinita. L'autore di Ma'arechet ha-Elohut propone la tesi estrema (non senza suscitare l'opposizione dei cabalisti più prudenti) che tutta la rivelazione biblica, e anche la Legge orale, non contenevano alcun riferimento a Ein Sof, e che solo i mistici avevano ricevuto un qualche accenno ad esso. Per cui l'autore del succitato trattato, seguito da diversi altri scrittori, arrivò alla conclusione audace che solo il Dio rivelato possa in realtà essere chiamato "Dio", e non il 'deus absconditus' occultato, che non può essere oggetto di pensiero religioso. Quando le idee di questo tipo ricominciarono nel successivo periodo della Cabala sabbatianea e quasi-sabbatianea, tra il 1670 e il 1740, furono considerate eretiche.
Altri termini o immagini significanti il dominio del Dio nascosto che si trova al di là di qualsiasi impulso verso la creazione, si riscontrano negli scritti dei cabalisti di Gerona e nella letteratura della scuola speculativa. Esempi di questi termini sono mah she-ein ha-machshavah masseget ("ciò che il pensiero non può raggiungere (cfr Chomer Hayiulì anche in merito al Fons Vitae dell'Avicebron) - a volte usato anche per descrivere la prima emanazione: cfr Nequdim), ha-or ha-mit'allem ("la luce nascosta"), sefer ha-ta'alumah ("l'occultamento della segretezza"), yitron ("superfluità" - a quanto pare come traduzione del termine neoplatonico hyperousia), ha-achdut ha-shavah ("unità indistinguibile", nel senso di una unità in cui tutti gli opposti sono uguali e in cui non vi è alcuna differenziazione), o anche semplicemente ha-mahut ("l'essenza"). Il fattore comune a tutti questi termini è che Ein Sof ed i suoi sinonimi sono al di sopra o al di là del pensiero. Un'incertezza tra l'approccio personale e quello neutrale al concetto di Ein Sof si può constatare anche nella parte principale dello Zohar, mentre nel successivo strato – quello del Ra'aya Meheimna e del Tikkunim – un concetto personale è fondamentale. Ein Sof è spesso (non sempre) identificato con la "causa di tutte le cause" aristotelica e, attraverso l'uso cabalistico del linguaggio neoplatonico, con la "radice di tutte le radici". Mentre tutte le definizioni di cui sopra hanno un elemento negativo comune, di tanto in tanto nello Zohar vi è una rimarchevole designazione positiva che dà il nome Ein-Sof alle nove luci di pensiero che irradiano dal Pensiero Divino, portando così Ein Sof fuori dal suo occultamento e calandolo ad un livello più umile (nella tradizione sinaitica della Torah dei Midrashim Dio viene definito "Umile": cfr. Avraham da cui Dio "viene accolto" dopo il Brit milah) di emanazione (il contrasto tra i due concetti emerge tramite il confronto tra i vari passaggi, ad esempio: e.21a e 2.239a con 2:226a).
Nello sviluppo successivo della Cabala lurianica però, in distinta opposizione all'opinione dei primi cabalisti, furono apportate diverse differenziazioni anche all'interno di Ein Sof. Pertanto nella Cabala Ein Sof è la realtà assoluta e non ci sono dubbi sulla sua natura spirituale e trascendente. Questo accade anche se la mancanza di chiarezza in alcune delle espressioni usate dai cabalisti parlando del rapporto del Dio rivelato con la Sua creazione dà l'impressione che proprio la "sostanza" di Dio Stesso sia immanente anche "all'interno" della creazione. In tutti i sistemi cabalistici, il simbolismo della luce è usato molto comunemente per Ein-Sof, sebbene si sottolinei che tale uso sia solo iperbolico e nella Cabala successiva venga fatta a volte una netta distinzione tra Ein Sof e "la luce di Ein Sof".
Nella Cabala popolare che trova la sua espressione negli scritti etici e nella letteratura chassidica, Ein Sof è solo un sinonimo per il Dio tradizionale della religione, un uso linguistico lontano da quello della Cabala classica, dove c'è conferma della netta distinzione tra Ein Sof e il Creatore Divino rivelato. Questo può essere visto non solo nelle formulazioni dei primi cabalisti (ad esempio, Isacco di Acri nel suo commento a Sefer Yetzirah), ma anche in quelle successive. Baruch Kosover (1770 ca.) scrive: "Ein Sof non è il Suo nome proprio, ma una parola che significa il suo occultamento completo, la nostra lingua sacra ha ora parola come queste due per significare il suo occultamento. E non è giusto dire 'Ein Sof, che sia benedetto' o 'Possa Egli esser benedetto' perché Egli non può essere benedetto dalle nostre labbra." (Ammud ha-Avodah).
L'intero problema della creazione, anche nei suoi aspetti più reconditi, è legato alla rivelazione del Dio nascosto e il Suo movimento verso l'esterno - sebbene "non ci sia nulla fuori di Lui" (Azriel), perché in ultima istanza "tutto viene dall'Uno, e tutto ritorna all'Uno", secondo la formula neoplatonica adottata dai primi cabalisti. Nell'insegnamento cabalistico la transizione di Ein Sof verso la "manifestazione", o verso quello che potrebbe essere chiamato "Dio Creatore", è collegata con la questione della prima emanazione e della sua definizione. Sebbene ci siano stati pareri molto discordanti sulla natura del primo gradino dall'occultamento alla manifestazione, tutti hanno sottolineato che nessun resoconto di questo processo potrebbe essere una descrizione oggettiva di un processo avvenuto in Ein Sof; non è più di quanto si possa ipotizzare dal punto di vista di esseri creati e che si esprimono mediante le loro idee, che in realtà non possono essere affatto applicate a Dio. Pertanto, descrizioni di questi processi hanno solo un valore simbolico o, al massimo, un valore approssimativo. Tuttavia accanto a questa tesi, vi è la speculazione dettagliata che sostiene spesso la realtà oggettiva del processo che descrive. Questo è uno dei paradossi insiti nella Cabala, come in altri tentativi di spiegare il mondo in modo mistico.
La decisione di uscire dall'occultamento alla manifestazione e alla creazione, non è in alcun modo un processo che è una conseguenza necessaria della "natura" di Ein Sof: si tratta di una libera scelta, che rimane un mistero costante e impenetrabile (cfr. Cordovero, all'inizio della Elimah). Pertanto, a parere della maggior parte dei cabalisti, la questione della motivazione ultima della creazione non è legittimamente comprensibile se non dalla prospettiva di Dio nella Sua Gloria, e l'affermazione riscontrata in molti libri che Dio ha voluto rivelare la misura della sua bontà... è lì semplicemente come un espediente che non viene mai "sistematicamente sviluppato". Questi primi passi verso l'esterno, a seguito dei quali la Divinità diventa accessibile alle investigazioni contemplative del cabalista, si svolgono all'interno di Dio Stesso e non "esulano dalla categoria del Divino" (cfr. Cordovero, ibid.).
Qui la Cabala esce da tutte le presentazioni razionalistiche della creazione e assume il carattere di una dottrina teosofica, cioè che riguarda la vita interiore e i processi di Dio stesso. Una distinzione nelle fasi di tali processi nella unità della Divinità può essere effettuata solo per astrazione umana, ma in realtà essi sono legati insieme e uniti in un modo al di là di ogni comprensione umana. Le differenze basilari dei vari sistemi cabalistici sono già evidenti nella prima fase, e dal momento che tali idee sono state presentate in modo oscuro e figurativo nella letteratura classica, come il Bahir e lo Zohar, esponenti di opinioni largamente differenti si sono tutti rivolti a tali opere per avere conferme e autorità.

### La Conoscenza di Ein Sof e la Natura Divina
Secondo le nostre percezioni, Dio non c’è e questo di solito porta ad un equivoco che mina seriamente il nostro sviluppo spirituale.
Dio non è quello che pensiamo che sia. Dio non è una cosa, un essere, un sostantivo. Non esiste, secondo come viene definita l'esistenza, poiché non occupa nessuno spazio e non è vincolato dal tempo. Ragione per cui sembra logico che i mistici ebrei spesso si riferiscano a Dio come Ein Sof, che significa Nulla Infinito, Senza Fine.
Ein Sof non dovrebbe mai essere concettualizzato in nessun modo. Non dovrebbe essere chiamato Creatore, Onnipotente, Padre, Madre, Infinito, l'Uno, Brahmā, Mente del Buddha, Allah, Adonai, Elohim, El, o Shaddai, e non dovrebbe mai, mai essere chiamato Egli. Non ha nessuno di questi nomi e non ha genere.
Quando si parla di Dio, di che cosa stiamo parlando allora? Se diciamo che è compassionevole e pieno di benignità, fonte dell'amore, potremmo star parlando di una nostra immagine, che ci siamo fatti della natura divina, come dovrebbe essere, ma non stiamo parlando di Ein Sof. Allo stesso modo, se diciamo che il Dio descritto nella Bibbia è vendicativo, geloso, iroso, crudele, indifferente, o punitivo, non si può far riferimento a Ein Sof. Ein Sof comprende tutti gli attributi, ma non può essere definito da nessuno di loro singolarmente o combinatamente.
L'idea di Ein Sof fu descritta per la prima volta dal cabalista del XII secolo, Isacco il Cieco. Egli insegnò che Ein Sof precede il pensiero (machshavah), e precede persino il Nulla (ayin) dal quale nasce il pensiero. Il Nulla è visto come un livello di consapevolezza che è il risultato dell “annientamento del pensiero”.
L'idea di annientamento del pensiero, ovviamente, è paradossale. Possiamo immaginare un vuoto senza principio e senza fine? Possiamo, limitati da menti che sono finite, immaginare l'infinità? La risposta è no, non si può pensare al Niente. Tutto ciò che siamo in grado di immaginare ha una sorta di confine – i cabalisti lo chiamano veste o vaso – e i confini sono contenitori. Tutti i pensieri, tra cui tutta l'immaginazione, sono vesti o vasi.
Per definizione, un confine pone dei limiti. Potremmo essere in grado di dare un nome all'infinità, possiamo disegnare il simbolo di un otto orizzontale [∞] e dire che questo rappresenta l'infinità, ma non importa quanto si possa credere che la nostra immaginazione non abbia limiti, rimaniamo pur sempre limitati dai confini della nostra realtà. Se si può immaginare, non è infinita.
Poiché l'infinità va oltre l'immaginazione, che dire di ciò che trascende l'infinità - cioè, che l'ha creata? Ein Sof non è “limitato” dall'infinità. In effetti, siamo improvvisamente a corto di parole, perché l'idea di 'trans-infinito' è un'assurdità logica. Cosa può andare oltre l'infinito? Inoltre, cosa può andare al di là del Nulla che circonda l'infinito? EIN SOF.
Sebbene si affermi che Ein Sof non sia accessibile mediante nessuna impresa intellettuale, si può ancora chiedere se ci sia una "conoscenza" che superi l'intelletto. Isacco il Cieco ha forse avuto accesso ad un livello di consapevolezza attraverso il quale avrebbe potuto percepire, in qualche modo, l'impercettibile?
La risposta è sì. La mistica ebraica ci insegna che possiamo conoscere Ein Sof in modi che trascendono il pensiero. Questo aspetto dello sviluppare un rapporto con il Nulla Infinito, la fonte della creazione, è la chiave di tutta la Cabala e la linfa vitale di ogni pratica ebraica. L'insegnamento segreto per sviluppare questo rapporto con l'Inconoscibile è occultato nel fondamento mistico della natura del rapporto stesso.
La parola “Dio” e ciascuno dei Suoi vari nomi, come El, Elohim, Adonai, Shaddai, e così via, rappresentano aspetti di Ein Sof. L'esplorazione di questi aspetti ci fornisce una visione della natura di Ein Sof. Così, ogni volta che Dio è discusso, non stiamo parlando di una cosa in sé, ma della rappresentazione di un mistero molto più profondo.
Cosa saremmo senza l'immensa indefinibile imperscrutabile magnitudine del Dio inconoscibile?
Non c'è una risposta a questa domanda, non possiamo provare nulla di Ein Sof. Piuttosto, è una domanda autoriflessa. Ma se vista nella prospettiva del nostro rapporto dinamico con il Divino, è una domanda autoappagante, poiché paradossalmente l'origine della domanda è la risposta stessa che cerca. Cosa sarei senza Dio?
Il cabalista medita su questo pensiero:
L'insegnamento del mistero di Ein Sof è che il centro del nostro essere, dal quale scaturisce il turbamento, è ciò di cui ci turbiamo! Quando contempliamo il nostro continuo processo di apertura, proprio lì, in quel momento, ci rendiamo conto che il Divino incomprensibile è in noi compreso.
L'Inconoscibile può essere conosciuto. Partendo da un punto indefinibile, affilato come un ago. Si irradia in vari modi che possono essere percepiti solo nel contesto del processo e dell'interazione. Non siamo un pubblico che guarda il processo del Divino su un palco. Ma siamo sul palco, noi stessi. Iniziamo misteriosamente ad avere un barlume dell'agente divino — del Dio in azione, del divino verbo interattivo — quando riusciamo a fonderci con il continuo processo della creazione in atto.
La definizione intrinseca di Illimitatezza è che Non manca di nulla e Non può ricevere nulla, perché è Tutto. E poiché è Tutto, teoricamente è Potenziale di essere una fonte inesauribile del Dare.
La questione si pone, tuttavia, che non vi è nulla che possa Dare, perché è Tutto. Dovrebbe Dare a Se stesso. Questo è stato un grande enigma in filosofia e in teologia per migliaia di anni.
La Cabala suggerisce un modo per affrontare questo problema. Asserisce che fino a quando la fonte infinita del Dare non ha “volontà” di dare, non succede nulla. Tuttavia, nell'istante che Ha la Volontà di Dare, questa volontà genera un “pensiero”. La Cabala dice: “La Volontà, che è pensiero [primordiale], è l'inizio di tutte le cose, e l'espressione [di questo pensiero] ne è il completamento”.
Vale a dire, esprimendolo semplicisticamente, l'intera creazione non è altro che un pensiero nella mente di Ein Sof. Un altro modo per esprimere questa idea è che la volontà di dare crea immediatamente una volontà di ricevere.

### Ein Sof negli insegnamenti di Isacco il Cieco

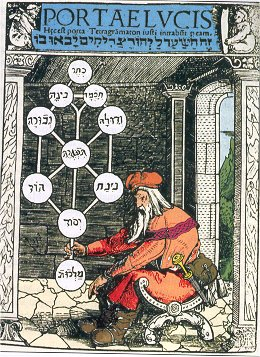
Immagine medievale di Rabbi Isacco con l'Albero della Vita

Il percorso del mistico, descritto da Isacco il Cieco all'inizio del suo commentario alla Yetzirah, è quello di scoprire sistematicamente il divino, per mezzo di contemplazione meditativa e nelle profondità più intime di tale contemplazione. Isacco postula tre fasi nel mistero della divinità e il suo dispiegarsi nella creazione e rivelazione: vengono chiamati nelle sue opere l‘Infinito ("en-sof"), il Pensiero e il Discorso. Ma ciò che è del tutto nuovo è l'accento posto sul dominio di Dio (cfr Provvidenza) che è innanzitutto contemplazione meditativa (espressione riflessiva interiore), proprio sul Pensiero divino stesso, un dominio chiamato da Isacco "la causa del Pensiero" e designato da un nuovo termine: "en-sof".
La genesi di questo concetto è di grande interesse per la storia della Cabala. Ma ciò non dice nulla circa l'origine del concetto. Infatti, l'espressione è strana, in virtù della sua stessa formazione grammaticale. Certamente non è la rappresentazione di un prestabilito linguaggio filosofico. La forma "Ein-Sof" è del tutto insolita, e lo storico Heinrich Graetz aveva buoni motivi per reputarlo prova dell'origine tardiva del termine. Tuttavia, avrebbe dovuto aggiungere che anche nella letteratura ebraica del Medioevo rappresenta un fenomeno del tutto isolato.
Come si deve allora capire l'origine del termine "Ein Sof"? Non è stato determinato da una traduzione deliberata, ma da un'interpretazione mistica dei testi che contengono il termine composito ein-sof in un senso avverbiale perfettamente corretto, e non come un concetto specifico; la dottrina di Saadya Gaon, in particolare, abbonda di affermazioni sull'infinità di Dio — infatti, viene asserito all'inizio del suo ben noto Supplica (Siddur R. Saadia [1941], 37) ed è l'antica parafrasi ebraica, nota tra i cabbalisti provenzali e tra gli chassidim tedeschi, dove viene ricordata incessantemente. Tobiah ben Eliezer, che scrive intorno al 1097, ha inoltre sottolineato proprio questa qualità di Dio, nel contesto di un riferimento agli scritti mistici Hekhalot: per lui Dio è "il primo fino all'insondabile, l'inizio primordiale fino all'infinito (‘ad ‘en-takhlith), tra l'ultimo all'infinito (‘ad ‘en-sof). La costruzione avverbiale è perfettamente corretta: "Fino all'infinito" risulta da una combinazione di "fino a lì, dove non c'è fine".
Espressioni di questo tipo, dove "ein-sof" ha la funzione di un complemento avverbiale, si trovano con particolare frequenza negli scritti di Eleazar di Worms. Troviamo lo stesso uso nel Bahir. Quindi Eleazar scrive, ad esempio: "Quando si pensa a ciò che è al di sopra, non si deve impostare alcun limite a questo pensiero, ma [si dovrebbe pensare di Dio] in tal modo: in alto, più in alto fino al Senza Limiti [‘ad ‘en -qesh]; nel profondo, chi lo può trovare e ugualmente al di sopra della distesa di tutti i cieli ... e fuori dai cieli fino all'infinito [le‘en-sof]" o anche: "Nel Trono di Gloria sono incisi nomi santi, che non vengono trasmessi a nessun mortale, e che cantano inni all'infinito [meshorerim shiroth le‘en-sof]." Qui il passaggio da innumerevoli inni cantati da nomi santi e da angeli, ad una ipostasi che, come un lettore mistico potrebbe forse concepire, "canta inni a Ein Sof" sembra abbastanza facile.
Il termine Ein-Sof nacque quando uno dei cabalisti provenzali lesse questa combinazione di parole che rappresenta in realtà una frase come sostantivo, forse influenzata dal succitato tipo di compositi avverbiali e forse anche da alcune espressioni del Bahir. La frase ora si riferiva ad un'elevazione o orientamento del pensiero verso un grado supremo d'essere per il quale la denominazione è Ein Sof. Si tratta, dopo tutto, di uno dei principi di esegesi mistica che interpreta tutte le parole, se possibile, come sostantivi. Questa enfasi sul carattere sostantivo, sul nome, può essere presa come indicazione di un atteggiamento più "primitivo" nella concezione del linguaggio ritenuta dai mistici. Secondo la loro opinione, la lingua si basa in ultima analisi su una serie di nomi che non sono altro che i nomi della divinità stessa. In altre parole, la lingua stessa è un tessuto di nomi mistici.
Non siamo in grado di determinare con certezza la combinazione di parole o specificare i contesti da cui "en-sof" è stata elevata al rango di concetto, a termine tecnico per designare l'essenza assoluta di Dio Stesso... Si potrebbe pensare che la nozione si sia formata sotto l'influsso della teologia saadyanica, con i cabalisti che hanno conferito un significato specifico alla nuova parola. Essa non si presenta tanto come attributo negativo della divinità, nel quadro di una conoscenza intellettuale di Dio, ma piuttosto come un simbolo dell'impossibilità assoluta di tali conoscenza. Questo motivo può essere rilevato molto chiaramente al momento della prima comparsa di Ein Sof negli scritti dei cabalisti. La trasformazione di concetti razionali in simboli mistici nel passaggio dalla filosofia alla Cabala, è un fenomeno normale. D'altra parte, non si deve trascurare il fatto che, nonostante i fili che collegano i Chassidei Ashkenaz ai cabalisti provenzali, nessuna influenza importante su Isacco il Cieco può essere attribuita a idee saadyaniche, anche se hanno giocato un qualche ruolo nei circoli provenzali vicino a lui. Isacco è un mistico contemplativo che congiunge gnosticismo e neoplatonismo. Si deve quindi evitare di fare dichiarazioni definitive sul fatto che il concetto di Ein Sof sia stato derivato da certe frasi del Bahir o da frasi saadyaniche: si è in grado di delineare con certezza solo il processo attraverso il quale questo nuovo concetto è entrato in esistenza.
Questo processo ha lasciato il segno su uno stato di cose che merita un'attenzione particolare: in molti scritti cabalistici, fino allo Zohar incluso, si incontrano ancora spesso frasi che contengono il termine composto Ein Sof in usi avverbiali del tipo succitato. Spesso è difficile decidere se una data frase parla di Ein Sof nel senso nuovo del termine, o se ci si riferisce alla ascensione di un middah [aspetto] divino "fino all'infinito" e simili concetti. È particolarmente interessante notare a questo proposito che lo stesso Isacco il Cieco, e la maggior parte dei suoi discepoli, non erano affatto inclini a parlare di una realtà suprema e nascosta il cui nome fosse semplicemente Ein Sof. Lo fanno solo raramente e in particolari circostanze, dove le determinazioni avverbiali sono completamente tralasciate e, come in Azriel, Ein Sof si presenta come un vero nome proprio (senza articolo) dell'essenza suprema. Tuttavia la maggior parte delle allusioni a Ein Sof sono espresse in un linguaggio velato e oscuro. Sembra evidente che questo silenzio e questa oscurità di espressione sono intenzionali. Il "catechismo" di Azriel non è in alcun modo caratteristico della fraseologia corrente tra i più antichi cabalisti. Pur tuttavia, con lui così come con altri, l'assenza dell'articolo con la parola Ein Sof indica l'origine del concetto. Nel caso di coniatura filosofica, niente ha impedito una costruzione che unisca il sostantivo nuovo con l'articolo determinativo. In realtà, tale uso è attestato solo in un periodo molto successivo, quando il senso del significato originale ("senza fine, infinito") era già diventato vicino all'appercezione, e nessuno era più consapevole delle sue origini. Isacco stesso utilizza la "causa infinita", l'"infinito essere" [Hawwayah be‘en-sof] ed espressioni simili, in particolare nel suo commento dello Yetzirah. Ma alcuni passaggi inequivocabilmente tradiscono la nuova terminologia ipostatizzante.

### Ein Sof nella Cabala di Azriel
(Azriel)

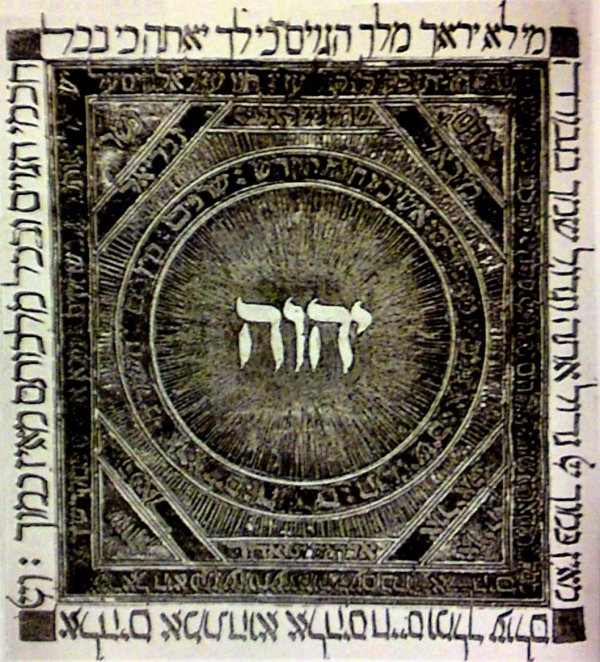
Tetragramma sefardita

Se ci fu in un primo momento una grande incertezza circa l'uso del termine Ein Sof, nessuna ambiguità esiste più nel vocabolario mistico della scuola di Gerona (XIII secolo). Ein Sof diventa un termine tecnico, anzi artificiale, distaccato da tutte le associazioni avverbiali e serve come sostantivo che designa Dio in tutta la sua inconcepibilità. La determinazione di Dio come Infinito servì ai pensatori dell'antichità e ai neoplatonici proprio come simbolo della sua inconcepibilità, e non come un attributo che può essere colto dalla ragione (come ad esempio diventò per gli scolastici). Tra i cabbalisti, Dio è considerato sia come Infinitudine che come l'Uno Infinito. L'inconcepibilità del Dio nascosto e l'impossibilità di determinarlo, che occasionalmente sembrano indicare uno strato neutro della natura divina, sono comunque quelle della persona infinita nel suo complesso, che ha visto la reinterpretazione teistica dell'"Uno" neoplatonico. Azriel stesso lo presenta come tale, all'inizio delle sue domande e risposte sulle Sefirot, perché identifica Ein Sof - parola che utilizza spesso e senza esitazioni - con il leader del mondo e il maestro della creazione.
(Azriel)
Azriel parla di Ein Sof come del Dio che i filosofi avevano in mente, e le cui Sefirot non sono che aspetti della Sua rivelazione e della Sua attività, "le categorie dell'ordine di tutta la realtà". Proprio l'elemento più nascosto in Dio, ciò che i mistici avevano in mente quando parlavano di Ein Sof, Azriel lo trasforma nel più pubblico. In tal modo già prepara la personalizzazione del termine Ein Sof, che dalla designazione di concetto astratto comincia ad apparire qui come nome proprio. Considerando che, in generale, e anche negli scritti di Azriel, Ein Sof ha ancora molto del deus absconditus, che raggiunge l'esistenza incomprensibile solo nel concetto teosofico di Dio e nella dottrina delle Sephirot, il Commentario sulle Dieci Sephirot già presenta l'Ein Sof come il sovrano del mondo, che certamente suggerisce l'immagine del governo del mondo che è molto diverso da quello della teosofia dell'Infinito e delle sue Sefirot. Per Azriel la più alta Sefirah è evidentemente l'insondabile e inconoscibile e soprattutto la volontà divina, che in questo cerchio è elevata al di sopra dell'idea primordiale. In astratto quest'ultima potrebbe essere distinta da Ein Sof, ma nel concreto costituisce una reale unità con esso. Il Dio occultato agisce per mezzo di questa volontà, ci si riveste, per così dire, ed è un tutt'uno con essa. Per esprimere ciò, i cabalisti di Gerona parlano facilmente di "volontà fino all'Infinito", l'"altezza fino all'Infinito", l'"inconoscibile fino all'Infinito", con cui evidentemente intendono l'unità in cui la suprema Sephirah, rappresentata in ogni caso dal simbolo corrispondente, si estende fino all'Ein Sof e forma con esso una unità d'azione.
Azriel cita spesso Giobbe 11:7: "Credi tu di scrutare la profondità di Dio?" per riferirsi a questa profondità primordiale (ebraico: cheqer) di Dio, che può significare sia lo scrutabile sia ciò che lo è proprio nella volontà che è inscrutabile e al di là della portata di ogni pensiero. Da questa profondità primordiale fluiscono tutti i sentieri della saggezza, ed è questa profondità primordiale che nel "Capitolo sul Kawwanah" di Azriel viene letteralmente chiamata "la perfezione della profondità che è una con Ein Sof", frase che può anche essere tradotta letteralmente "che si unisce a Ein Sof" cioè, che si estende fino alla sua infinità. Così la terminologia cheqer, la profondità primordiale, a cui tutta la contemplazione del divino si rivolge, cambia contemporaneamente in quella della "improfondità"' (in ebraico: en-cheqer) – questa profondità primordiale dimostrando di essere proprio l'imperscrutablie, e quindi una perfetta analogia, anche nella sua forma linguistica, dell'Infinito: EIN SOF.
La volontà come profondità primordiale diventa così la sorgente di tutto l'essere, e la divinità, nella misura in cui può essere immaginata dal punto di vista della creatura, è concepita interamente come volontà creativa. Il fatto che questa volontà creativa sia quindi compresa da Azriel, nel contesto delle idee analizzate supra, come il NULLA, non è affatto un caso isolato nella storia della terminologia mistica. Jacob Böhme (1575–1624) – il cui Ungrund (tedesco: "insussistenza") ricorda le formulazioni di Azriel – considera la volontà che emerge da questo eterno Ungrund come il NULLA. Non c'è quindi da stupirsi che in questi scritti la volontà non appaia mai come qualcosa di emanato, ma piuttosto come colei che emana.
Uno stato in cui Ein Sof possa essere senza la Volontà che l'accompagna è quindi inconcepibile. Questo solleva di nuovo il problema della necessità di emanazione in contrasto con la libertà di Ein Sof nell'atto primordiale della creazione.
Si può dire di Ein Sof come anche della Volontà che nulla esiste al di fuori di esso.

Tutti gli esseri provengono dall'etere primordiale incomprensibile, e la loro esistenza [yeshuth] viene dal puro NULLA. Tuttavia questo etere primordiale non è divisibile in nessuna direzione, ed è Uno in una semplicità che non ammette alcuna composizione. Tutti gli atti della volontà furono nella sua unità, ed è la volontà che ha preceduto tutto ... E questo è il significato di Giobbe 23:13: "Egli è Uno ... Ciò che Egli vuole, lo fa" — Egli è l'unità della volontà, al di fuori di cui nulla esiste. (Perush Aggadot, 107).

Non vi è alcuna differenziazione né in Ein Sof né nella Volontà: entrambi sono indicati come la radice indistinta degli opposti. Per questa indistinzione Azriel ed il suo circolo cabalistico ’Iyyun utilizzano l'ebraico hashwa'ah — inseparato e indifferente, lì chiamato shaweh, letteralmente: "uguale" — una parola che in questo senso non viene mai utilizzata altrove nella letteratura ebraica. Ein Sof e la Volontà sono "indifferenti per quanto riguarda gli opposti". Non si coniugano con gli opposti, ma non sono mai ammesse distinzioni, dal momento che gli opposti in questi principi supremi sono "uguali", cioè indistinti, coincidono in loro. È in questo senso che si parla spesso dell'"unità indistinta" o della "indifferenza di unità" nella quale gli apparenti opposti coincidono: gli opposti sono aboliti nell'infinito.
Ein Sof è l'assoluta indistinzione nella perfetta unità, dove non vi è alcun cambiamento. E poiché è senza limiti, non esiste nulla fuori di esso, dal momento che è al di sopra di tutto, è il principio in cui tutto l'occulto e tutto il visibile si incontrano, e dal momento che è occulto, è la [comune] radice di fede e di incredulità, ed i saggi che indagano sono d'accordo con chi dice che la comprensione umana di Ein Sof può avvenire solo attraverso la via della negazione [Sha'ar ha-Sho'el].